# 오센
《오센》(일본어: おせん)은 키쿠치 쇼타가 그린 일본의 만화 시리즈다. 고단샤의 《모닝》에서 연재되다가 《이브닝》으로 옮겨 연재됐다.
한국어판은 세주문화사를 통해 7권까지 출간되었다.

## 개요
대대로 이어오는 식당, "일승암"을 무대로, 여관의 후계자가 될 수행을 할 겸 대학 졸업 후 이 곳에 근무하게 된 청년 에자키와 그 곳에서 숙식을 함께하면서 '초일류의 맛'과 환대를 제공하는 직원들. 그리고 평소에는 술고래 누님이지만 천재적인 미적 감각으로 요리에서 책, 도예까지도 해내는 여주인 '오센'이 중심이 되어 펼쳐지는 미식가 인정 드라마 만화.

### 등장인물

#### 일승암
- 한다 센

본작의 주인공. '오센'이라고도 불린다. 노포인 '일승암'에서 여장을 맡고 있으며, "가사기(지역명)의 미인 벚꽃"이라는 별명을 얻을만한 미모를 가지고 있다.
평소에는 손님 접대를 주로 하지만 때로는 스스로 조리장에 서서 식칼을 휘두르기도 한다. 또 가게의 식기나 간판을 자작하거나 채소를 자가 재배하는 등, 이러한 여러 가지 일들을 사람들을 위해 힘쓴다.
그래서인지 이렇게 사람이나 물건에 대한 배려를 근간으로 한 오센의 미의식에서 탄생하는 대용품들은 모두 초일급품이다.
이런 결과물들은 모두 '한다 센' 어머니의 스파르타 교육에 의한 산물이라고 할 수 있으며 본인도 그 사실을 극히 자연스럽게 받아들이고 있다.
그렇다고는 해도, 어릴 적 엄격한 예의범절 교육에 대한 기억으로부터 '어머니'라는 존재는 큰 골칫거리이다.
평소에는 어딘가 빠진 성격으로 이른바 '천연 백치미'인데다, 순진한 성격을 가지고 있어서 아직도 산타클로스의 실존을 믿고 있다.
물건이나 일본 문화에 대한 조예가 깊은 '수기자(数寄者:다도를 좋아하는 사람)'이지만, 한편으로는 일반 상식이 결여되어 있는 부분도 있다.
또 술을 굉장히 좋아하는데, 술 취한 아침의 목욕 후에도 또 술을 원할 정도이다. 술을 마실 때면 무언가 이유를 대고 마시고 싶어하는 버릇이 있다.
- 한다 치요

'한다 센'의 어머니이자, '일승암'의 '대여장'(선대여장). 은거 후에는, 이즈(지역명)에서 라이터업을 영위하고 있는 것 같지만 자세한 것은 명확하지 않다.
여주인을 은퇴한 뒤에도 그 영향력은 매우 강하고, 치요가 돌아 올 때마다 한다 센 뿐만 아니라, 마을 전체에 긴장감이 감돈다. 그 때마다 '치요 참배'가 시작되기 일쑤.
본인의 딸, '센'과는 달리 요리나 공예 같은 것은 일절 할 수 없지만, 매우 엄격하고 타협이 없는 미의식을 가지고 있으며, 치요에 의해 재능을 인정받은 자 중에는 인간국보 등 그 길에서는 모르는 것이 없다고 말할 정도로 출세한 자들도 적지 않다.
전통 요정으로 이름이 널리 퍼진 '한다 센'도, 오직 치요가 여장이 된 후 지도를 했기 때문에 그렇게 된 것이다.
한다 치요가 젊었을 때는 한다 센과 같이 상당한 미모를 가지고 있었다고 전해진다.
덧붙여 만화 '오센'에서 '한다 치요'를 새롭게 주인공으로 한 스핀오프 작품 "일승암 대 여주인 살아가는 세상에 불평"의 연재도 개시되었다 (중도부터 "오치요씨"라고 개제).
담당인 젊은 편집자와의 식문화 교환이 스토리지만, 기쿠치쇼타의 현대식에 관한 안티테제가 주요 테마이다.
- 에자키 요시오

통칭은 "구리코". 본가는 야마나시에서 여관을 하며, 아버지와의 인연으로 수행도 할 겸, '일승암'의 카운터 담당 더부살이로 일하게 된다.
표준적인 현대 젊은이로써 전통 분야의 일에 대한 지식이 부족하고, 그 마저도 '일승암'에 와서 처음 안 것이 많아 그렇게 받은 지식을 주변에 자랑스럽게 과시하는 일이 종종 있다.
기본적으로 상냥한 성격으로 '일승암'을 둘러싼 사람들의 복잡한 인간 관계에 공감, 동정하는 것도 많아서인지, 주위 사람들에게서는 나름의 신뢰를 받는 것 같다.
그러나 본인의 주머니 사정을 돌보지 않는 호쾌한 골동품 구입 등 고생이 끊이지 않는다.
- 후지시로 세이지

'일승암'의 주방장. 누구나 인정하는 칼 솜씨를 가지고 있다. 평소 일에는 엄격하지만 온화한 인품에서 모든 주방 직원들의 존경을 받고 있다.
그러나 그의 몸에는 문신이 새겨져 있고 복역 경험이 있는 전과 소유 및 과거 경력에 그림자를 드리우고 있다.
익살맞은 언행이 많은 '일승암'의 등장 인물들 중에서도 유난히 조용하고 성실한 캐릭터로 자리를 확립하고 있지만, 종종 익살스러운 일면도 보인다.
프로야구 관전을 좋아하는 듯, "삿포로 베이컨즈"라고 하는 편애팀(가상)이 일본 시리즈에 진출했을 때는 일을 제쳐놓고 텔레비젼을 관전했던 일도 있다.
또 바다낚시도 좋아하고, 여름에는 낙도 등에 나가서 거물을 노려 온다.
후배의 결혼식에 삿포로에 가는 묘사에서, 홋카이도와의 인연이 있음을 알 수 있다.
- 타케다 토메키치

고등학교를 중퇴하고 '일승암'의 주방에서 두번째 주방장으로 일하고 있다. 카고시마 출신이다.
무뚝뚝하지만 상하 관계에는 엄격해 본인보다 윗 사람에게는 확실히 복종하고 있다.
음담패설을 연발하므로 여성들에게는 거리를 두고 있고 그렇기 때문에 여성에게 인기가 없다.
남의 연애 이야기를 들으면 냉정하게 대하지만, 또 반대로 실연 이야기를 들으면 부드럽게 대하기도 하는 감정 기복이 심한 인물이다.
성격과는 달리 요리 센스와 솜씨는 확실히 단련 됐으며 그 사실에 자만심없이 요리를 계속 연마하고 있다.
언젠가 한 번은, 눈 여겨 보기 시작한 여성 (하루)에게 프로포즈 하는데, 다른 남자와 결혼하게 된 것을 알자, 프로포즈용으로 준비하고 있던 꽃다발을 축하용으로 주었고, 그것을 보고 있던 에자키는 "당신 남자다." 라며 눈물을 흘렸다.
- 켄타 (켄타)

쫓아가기(주로 잡일) 담당으로 주방장에서는 제일 아래다. 키도 작고 동안인 외모를 가지고 있다.
'일승암'과는 100년 이상의 교류가 있는 미토의 전통 음식점 "산수(山水)"의 맏아들이다.
요리학교 졸업 후 수행을 위해 '일승암'에 머물게 되었고, 아버지께 받은 자신의 이름을 담은 야나기바 요리등을 보물로 삼고 있다.
수다를 잘 떠는 성격으로 자주 어린애 같은 싸움을 한다.
한 번은 어설픈 솜씨를 보여 주다가 실패하기도 했지만, 그에 대한 실패를 깨닫고 후회하는 등 음식에 대한 자세는 진지해 주방장들에게서는 국물 조절 면에서 신뢰를 얻고 있다.
- 아사이 시즈

'일승암'의 나카이들을 통트는 나카이 우두머리.
오센이 태어나기 전부터 '일승암'에서 일하고 있으며 현역의 종업원 가운데는 가장 고참이다. 그 때문에, 직원들 사이의 인간관계에 대한 것을 잘 안다.
옛날에는 상당한 미인이었지만 현재 그 모습은 남아 있지 않고, 등신(비율)조차 바뀌어 있어서 에자키가 "어딘가 이차원의 구멍에 떨어졌다."라고 표현할 정도로 변했다.
치요와는 교류가 길기 때문에, 그녀에게 "시즈씨"라고 경칭 불림을 받는 몇 안 되는 인물 중 하나이다.
미혼이고 묘령(妙齢)인 외동딸이 있어 그녀가 혼자 키우고 작중으로는 결혼했다.
- 타마쨩

'일승암'의 나카이 중 한 명.
친가는 유명 작가도 좋아하는 새 요리의 명소인 '옥요시(玉よし)'이다.
가정적인 성격으로 갑자기 돌아가신 아버지 생각에 밤새 눈물을 흘리고, 밤새 요리에 임하는 오빠를 걱정한다.
'타마'는 모두로부터 불리는 별명으로, 풀 네임은 명확하지 않다.
- 테루코

'일승암'의 나카이 중 한 명.
본가는 아키타(지역)의 농가에서 쌀을 재배하고 있다. 노량복(농부가 농사할 때 입는 옷)을 입고 일을 거들고 있을 때는 말투도 고향 말로 돌아간다.
그녀가 짚을 이용해 지은 밥은 일품이다. 토메키치의 음담패설에 과격한 태클을 잘 놓는다.
- 후유코

'일승암'에서 술을 따끈하게 데우는 일을 하고 있다.
본가는 니가타에 있는 일본 술 창고인 '미츠야 주조'.
'한다 치요'가 예전에 여행을 했을 때, 술을 만드는 일을 하고 있는 후유코의 할아버지와 의기투합 한 것이 인연이 되어 요리 공부를 하기 위해 상경한 후유코가 '일승암'에 들어가게 되었다.
- 에자키 요시코

에자키 요시요의 여동생으로 전문학교생. 통칭은 '페코쨩'.
현지 전문대를 졸업 후, 조리사나 경영의 공부를 하기 위해 도쿄로 상경했다.
기숙사에 들어갈 예정이었지만, 불안함과 통금 시간의 어려움으로 오빠를 의지해 '일승암'에 살며 아르바이트를 하게 된다.

### 단행본 정보
- 키쿠치 쇼타 "오센" 코단샤 이브닝 KC 전 16 권
  1. 2000년 8월 21일 초판 발행, ISBN 4-06-328709-2
  2. 2001년 3월 21일 초판 발행, ISBN 4-06-328744-0
  3. 2001년 12월 21일 초판 발행, ISBN 4-06-352002-1
  4. 2002년 6월 19일 초판 발행, ISBN 4-06-352009-9
  5. 2002년 12월 18일 초판 발행, ISBN 4-06-352019-6
  6. 2003년 6월 23일 초판 발행, ISBN 4-06-352032-3
  7. 2003년 12월 20일 초판 발행, ISBN 4-06-352052-8
  8. 2004년 6월 23일 초판 발행, ISBN 4-06-352074-9
  9. 2005년 2월 23일 초판 발행, ISBN 4-06-352095-1
  10. 2005년 8월 23일 초판 발행, ISBN 4-06-352117-6
  11. 2006년 3월 23일 초판 발행, ISBN 4-06-352141-9
  12. 2006년 10월 23일 초판 발행, ISBN 4-06-352167-2
  13. 2007년 6월 22일 초판 발행, ISBN 978-4-06-352186-3
  14. 2007년 10월 23일 초판 발행, ISBN 978-4-06-352202-0
  15. 2008년 3월 21일 초판 발행, ISBN 978-4-06-352216-7
  16. 2009년 3월 23일 초판 발행, ISBN 978-4-06-352260-0

- 기쿠치 쇼타 "오센, 정직을 이어받다." 코단샤 이브닝 KC 전 11 권
  1. 2009년 11월 20일 초판 발행, ISBN 978-4-06-352290-7
  2. 2010년 5월 21일 초판 발행, ISBN 978-4-06-352314-0
  3. 2010년 11월 22일 초판 발행, ISBN 978-4-06-352332-4
  4. 2011년 6월 23일 초판 발행, ISBN 978-4-06-352366-9
  5. 2012년 2월 23일 초판 발행, ISBN 978-4-06-352399-7
  6. 2012년 7월 23일 초판 발행, ISBN 978-4-06-352427-7
  7. 2012년 12월 21일 초판 발행, ISBN 978-4-06-352442-0
  8. 2013년 7월 23일 초판 발행, ISBN 978-4-06-352467-3
  9. 2013년 12월 20일 초판 발행, ISBN 978-4-06-352493-2
  10. 2014년 5월 23일 초판 발행, ISBN 978-4-06-354513-5
  11. 2014년 7월 23일 초판 발행, ISBN 978-4-06-354525-8

2009년 3월, 16권을 끝으로 1부 완결. 그리고 2014년 7월에, 2부 11권까지 발매된 후 완결되었다.

## 텔레비전 시리즈로의 각색
2008년에 일본 NTV에서 10부작 드라마로 방영됐다.
도쿄 변두리에 있는 유서 깊은 음식점 "일승암"을 무대로, 시간에 쫓기는 세상 사람들이, 잊고 있던 소중한 것을 깨달아 가는 "음식의 인정" 드라마.

원작자 키쿠치 쇼타는 이 드라마를 보고, "원작과 거의 다름에 충격을 받았기 때문에 창작 활동을 할 수 없다."라고 하며 연재를 돌연 공지 없이 중단했었는데, 이와 관련이 있는 지, 드라마의 최종화에서는 키쿠지 쇼타의 만화를 '원작'으로 표기하지 않고 '원화'로 표기하였다.

### 에피소드
| 번호 | 제목 | 각본                       | 연출              | 본 방송 날짜    |
| ---- | --- | -------------------------- | ----------------- | --------------- |
| 1    | "天然若女将（おかみ）VS電子レンジの女王" "음식은 사람을 잇는 마음... 대결! 어리버리 젊은 여사장 VS 전자레인지의 여왕" | 오오이시 시즈카            | 나구모 세이이치   | 2008년 4월 22일 |
| 2    | "女将（おかみ）バトル!! 地獄の味噌作り" "모녀 싸움은 여주인 항쟁? 끈끈한 정을 이어주는 마법의 된장"                   | 카미 히토에                | 나구모 세이이치   | 2008년 4월 29일 |
| 3    | "名物とろろ飯の秘密" "명물 도로로메시는 비밀의 사인"                                                                  | 카미 히토에                | 쿠보타 미츠루     | 2008년 5월 6일  |
| 4    | "ヒミツのすき焼き大作戦" "비밀의 스키야키 대작전"                                                                     | 타카하시 마키              | 시게야마 노시노리 | 2008년 5월 13일 |
| 5    | "衝撃の手抜きデザート" "충격의 부실 디저트"                                                                           | 시로카네 카나              | 나구모 세이이치   | 2008년 5월 20일 |
| 6    | "憧れのハンバーグデート!" "평범한 연애? 동경하던 햄버거 데이트"                                                       | 타카하시 마키              | 쿠보타 미츠루     | 2008년 5월 27일 |
| 7    | "おせん、非情のリストラ" "오센, 비정한 구조 조정"                                                                     | 타카하시 마키              | 나구모 세이이치   | 2008년 6월 3일  |
| 8    | "ごはんが炊けない! 一升庵エネルギー危機" "밥을 지을 수 없다! 잇쇼우안 에너지 위기"                                    | 타카하시 마키              | 시게야마 노시노리 | 2008년 6월 10일 |
| 9    | "カツブシ王子の首飾り" "가츠오부시 왕자의 목걸이"                                                                     | 카미 히토에                | 나구모 세이이치   | 2008년 6월 17일 |
| 10   | "女将廃業!? 最後のおもてなし" "여주인 폐업!? 최후의 대접"                                                             | 카미 히토에, 타카하시 마키 | 나구모 세이이치   | 2008년 6월 24일 |

### 배역

#### 주인공
- 한다 센 (오센) - 아오이 유우

통칭은 오센.(극 중에서 '한다 센'보다 '오센'으로 더 많이 불린다.) 젊은 나이에 '일승암'의 여주인이 된다.
평상시에는 술을 좋아하고 흐리멍텅해 보이는 '태생 백치미'의 여성이지만,
때가 되면 "여주인"의 품격을 유감없이 발휘한다!
- 에자키 요시오 - 우치히로키

장난꾸러기, 단세포 사나이.
화려한 레스토랑에서 근무하던 요리사이지만, 마음에 들지 않으면 중간에 뛰쳐나오는 버릇이 있어 '일승암'으로 오게 됐다.
실력에는 자신이 있고, 자존심이 강한 남자이다.

#### 주요 등장 인물
- 후지시로 세이지 - 스기모토 텟타

'일승암'의 주방장으로 누구나 인정하는 칼질의 소유자이다.
금욕적이고 과묵한 성격이다. 주방에서는 아버지와 같은 존재.
언뜻 보기엔 '코와모테(두려워하는 존재이기 때문에 남에게서 우대를 받음.)'이지만 사실은 제일 착하다.
- 타케다 토메요시 - 무카이 오사무

'일승암'의 둘째 주방장.
고등학교를 중퇴하고 일승암에서 근무하고있다.
평소 '한다 센'을 숭배하고, 건방진 성격의 '에자키 요시오'와는 대립한다.
- 스즈키 테루코 - 스즈키 란란

'일승암'의 나카이(요릿집·유곽에서 손님을 응대하는 하녀)로 "쌀 번장"을 맡고 있다.
친가가 니가타의 쌀 농가여서, 그녀가 짚을 사용해 짓는 밥은 일품이라 나라에서도 빠지지 않는다.
서글 서글하지만 고집이 강한 성격. 에자키에게 호의를 가진다.
- 쿠보타 후유코 - 쿠도 리사

'일승암'의 나카이(요릿집·유곽에서 손님을 응대하는 하녀) 중 "술 번장"이다.
친정은 니가타에 있는 일본 술 창고이다.
요즘 여자. 멋 내는 걸 정말 좋아한다.
- 와키사카 타마코 - 모리타 아야카

'일승암'의 나카이(요릿집·유곽에서 손님을 응대하는 하녀)에서 "닭 번장"을 맡고 있다.
친가는 닭 요리의 명가인 "타마요시"이다.
상냥한 성격으로 테루코와 후유코 사이에서 우왕좌왕한다.
- 하세가와 켄타 - 오쿠무라 토모후미

'일승암'의 주방장 막내.
줏대 없이 휩쓸리면서 수다를 떠는 성격이다.
토메키치와 에자키 사이에 끼어 오로오로(オロオロ)하고 휘둘린다.
- 하야시 타카시 - 타쿠마 타카유키

에자키가 근무하던 '비스트로 HANA'의 지배인으로 "HANA 푸드 컨설팅"의 임원이기도 하다.
'효율 주의자'이며 첫 번째 벌이로 "식통" 산업을 생각하는 사람.
- 진품당 주인 - 와타나베 이케이

한다 센의 단골 골동품점인 '진품당'의 주인이다.
진품당 주인의 골동품의 진위 눈가림은 일본 최고라고 불린다.
한다 센에게는 약하고, 에자키에는 엄격한 편.
- 아사이 시즈 - 요 키미코

나카이들 중에서도 우두머리.
한다 센이 태어나기 전부터 '일승암'에서 일하고 있으며, 현재 직원들 중에서는 가장 고참이다.
남의 일을 잘 돌보는 사람으로서, 치요(한다 센의 어머니)가 없는 동안에는 오센에게 어머니처럼 절친하게 대한다.
오센이 조금은 더 여자다운 인생을 살았으면 하고 생각한다.
- 한다 치요 - 유키 사오리

한다 센의 어머니.
한다 센은 물론, '일승암'의 직원, 그리고 마을 사람들 또한 그녀에게 고개를 들지 않는다는 전 여주인이다.
지금은 여주인 사업을 한다 센에게 양보 해, '미나미이즈 정'에서 한가한 생활을 보내고있다.
- 키노시타 히데오- 마츠카타 히로키

'키노시타 요리 학교'의 교장이며 경영자.
한다 센의 '일승암' 요리의 광팬이며, 단골이기도 하다.
한다 센 사랑이지만 현실 주의자의 관점도 가지고 있다.

### 스탭
- 원안 - 키쿠치 쇼타
- 음악 - 칸노 유우고
- 주제가 - Micro의 〈춤춰라〉
- 엔딩테마 - 타키&츠바사의 〈사랑의 시-코이우타〉
- 프로듀서 - 하제야마 유코, 미카미 에리코, 우치야마 마사히로
- 협력 프로듀서 - 야마구치 마사토시
- 연출 - 미나미구모 세이이치, 쿠보타 히로시, 시게야마 케이노리

### 원작과의 차이점
- 만화에서의 '한다 센'은 안경을 착용하고 있으나, 드라마에서는 안경을 미착용한 상태로 나온다.
- 드라마 제 9화에 나오는 가쓰오 부시 공장의 장소가 '야이즈'이지만, 원작에서는 '가고시마 현'이다.
- 드라마 제 7화에서 타게다 토메요시를 조정하고 있지만, 원작에서는 하세가와 켄타가 다른 가게에서 솜씨를 발휘하고 질책을 받는다.
- 원작에서 일부 설정만 빼내고 이어서 이야기를 엮어내는 부분이 많다.